# Palmyra (hrabstwo Wayne)
Palmyra – wieś w Stanach Zjednoczonych, w stanie Nowy Jork, w hrabstwie Wayne.